# دلیسل (میسیسیپی)
دلیسل (به انگلیسی: DeLisle) مکانی در ایالت میسیسیپی کشور ایالات متحده آمریکا است که جمعیت آن در سرشماری سال ۲۰۱۰ میلادی، ۱٬۱۴۷
نفر بوده‌است.